# زاوية (جلفا)
زاوية هي قرية في مقاطعة جلفا، إيران. يقدر عدد سكانها بـ 520 نسمة بحسب إحصاء 2016.